# Поршинец (платформа)
Поршине́ц  — остановочный пункт на 446-м километре главного хода Октябрьской железной дороги. Расположен на территории Лихославльского района Тверской области.
Открыт в 1932 году. Название - по прозвищу. Пассажирское движение — 12 пар пригородных электропоездов в сутки. Время следования от станции Тверь — 40 минут. Поезда дальнего следования на станции не останавливаются.
На остановочном пункте — две боковые низкие платформы. Турникетами не оборудован.